# یوری یکانوروف
یوری یکانوروف (اوکراینی: Юрій Іванович Єхануров؛ زادهٔ ۲۳ اوت ۱۹۴۸) سیاستمدار اهل اوکراین است. وی از ۸ سپتامبر ۲۰۰۵ تا ۴ اوت ۲۰۰۶ نخست‌وزیر این کشور بود.
وی همچنین برندهٔ جوایزی همچون نشان برجسته افتخار شده‌است.